# Chafariz de San Miguel
El Chafariz de San Miguel es una fuente construida en el siglo XVIII por el arquitecto de origen italiano Nicolau Nasoni y financiada por el Ayuntamiento de Oporto.
No es exactamente una fuente al estilo usual, sino que "chafariz" se define como "Obra de arquitectura hecha de fábrica, piedra, hierro, etc., que sirve para que salga el agua por uno o muchos caños dispuestos en ella".
La fuente es un monumento en sí mismo, ya que tiene una especie de celosías de hierro forjado con relieve en mármol incrustado en la parte superior del caño. Está coronada una escultura con la imagen de San Miguel.
La fuente está ubicada  en el centro histórico de Oporto, justamente al lado de la Catedral, en el lugar en el que se hallaba el Arco de Vendoma, una de las puertas de acceso a la ciudad integrante de las murallas primitivas.